# 你不该杀人
《你不该杀人》（法語：Tu ne tueras point）是一部於1961年上映的法國長片。該片由克勞德·奧塔特-拉臘執導，由让·奥朗什和皮埃尔·博斯特編劇，並由洛朗·特兹弗和霍斯特·法蘭克主演。演員蘇珊娜·弗龍在1961年威尼斯电影节贏得最佳女演員獎 。

## 劇情
電影發生在第二次世界大战結束的法國。其講述了一名良心拒服兵役者因為反對戰爭而被監禁以及自行絕食。他發現自己與一名殺死法國抵抗運動戰士的德國牧師一起入獄。這種電影設置讓奧塔特-拉臘去探索有關道德，服從和宗教的觀念。

## 籌拍與發行
奧塔特-拉臘很難籌得這部電影的資金，在一定程度上是由於法國參與了阿爾及利亞戰爭的反戰信息。他投資在自己的電影中，並獲得南斯拉夫的支持。電影在1961年威尼斯影展發盈，但是法國反對展示在他們的臨時建築物，所以它在南斯拉夫放映。電影在法國被禁止上映兩年。

## 反響
電影在當時受到法國媒體差評。其中一名給出正面評價的伯納德·多特注意道電影更多地是專注於兩個主要角色，而不是反戰的。
AllMovie給出3分（滿分5分），批評奧塔特-拉臘的「走捷徑和乾燥的導演技術」。

## 獎項
蘇珊娜·弗龍以飾演良心拒服兵役者的母親在1961年威尼斯电影节贏得最佳女演員獎。電影入圍1963年英国电影学院奖最佳影片。

## 外部鏈接
- IMDb （页面存档备份，存于）
- Cine-ressourcesArchive.today的存檔，存档日期2013-04-13